# Leonhard Bayrer
Leonhard Bayrer (auch: Leonard Bayrer; * 22. Juni 1749 in Augsburg; † 26. April 1802 ebenda) war ein deutscher Jesuit, Moraltheologe und geistlicher Schriftsteller.

## Werdegang
Bayrer gehörte als Exjesuit zu den Professoren des Jesuitenkollegs St. Salvator, dem ehemaligen Gymnasium der Jesuiten in Augsburg. Später wurde er Domprediger in Augsburg.
Friedrich Nicolai schreibt in seinem Bericht „Unter Bayern und Schwaben“ (1781) polemisch über die Lehre am St. Salvator, bei dem Bayrer tätig war:
„Dieses ist eine Jesuitenschule im engsten Sinn des Wortes und um nichts besser als andere Jesuitenschulen, wo blinder Gehorsam, Aloysiusandachten, nebst ein wenig kümmerlichem Latein, scholastischer Philosophie und Geschichte die Hauptsache sind. Alles wird aus Büchern gelernt, die von den Jesuiten selbst verfasst wurden. Da nun die ganze augsburgische katholische Jugend in solchen Schulen erzogen wird, erklärt sich der große Unterschied zwischen den Einwohnern beider Religionen, aber auch zugleich der höchst schädliche Einfluss der Jesuiten. Ich wollte die Schulstunden dieser Schule besuchen, aber es wurde mir nicht erlaubt, so wenig wie im ehemaligen Theresianum in Wien. Wenn man aber bedenkt, dass vor wenigen Jahren der Jesuit Leonhard Bayrer, Verfasser einer sehr hämisch gegen die Protestanten geschriebenen Geschichte von Augsburg, Lehrer an dieser Schule war und dass jetzt noch der Jesuit Franz Xaver Jann, der Verfasser des albernen Etwas wider die Mode, daselbst unterrichtet, so sieht man, dass diese Leute, die andere lehren sollen, selbst noch an Kenntnis beinahe hundert Jahre zurück sind.“

## Schriftstellerische Tätigkeit
Viele der Predigten und moraltheologischen Schriften Bayrers sind im Druck erschienen. Er hat sich mit der sechsbändigen Sammlung „Poetisches Magazin“ aber auch für eine Verbreitung der deutschsprachigen Gegenwartsliteratur unter seinen Schülern eingesetzt, freilich mit moralisierendem Zweck, wie er in der Vorrede zum ersten Band einräumt: „Der lesebegierigen Jugend unschädliche Nahrung zu liefern war meine Absicht bey Anlegung dieses Magazines [...]“.
Der Germanist Hans Pörnbacher schätzt in seiner „Schwäbischen Literaturgeschichte“ Bayrers Bemühungen um die seinerzeitige Gegenwartsliteratur trotzdem durchaus positiv ein: „Bayrer, ein vorzüglicher Pädagoge und Lehrer, zugleich ein Mann von literarischem Spürsinn, versucht mit seinem Werk Poetisches Magazin (6 Bde, 1791–1794), den Schülern die neuere deutsche Literatur zu vermitteln und steht damit in seiner Generation nicht allein. Doch bei den Gegnern des Ordens hat dieses Bemühen nur Kritik und Spott ausgelöst; sie hätten bei den Jesuiten lieber ‚Rückständigkeit‘ gebrandmarkt.“

## Werke
- Sämmtliche Predigten. 10 Bände. Rieger, Augsburg 1782–1793.
  - Band 1: Predigten über verschiedene Gegenstände (1782)
  - Band 2: Predigten über verschiedene Gegenstände (1784)
  - Band 3: Predigten über verschiedene Gegenstände (1784)
  - Band 4: Predigten über die sonntäglichen Evangelien (1787)
  - Band 5: Predigten über das 1. Hauptstück des katholischen Christenthums (1788)
  - Band 6: Predigten über das 2. Hauptstück des katholischen Christenthums (1789)
  - Band 7: Predigten über das 3. Hauptstück des katholischen Christenthums (1790)
  - Band 8: Predigten über das 4. Hauptstück des katholischen Christenthums (1791)
  - Band 9: Predigten über das 5. Hauptstück des katholischen Christenthums (1792)
  - Band 10: Predigten über die meisten Sonntage, und einige Festtage des Jahres (1793)
- Kurzgefaßte Geschichte von Augsburg. Ein Lesebuch für den Bürger, und dessen Abstämmlinge. Rieger, Augsburg 1785.
- Poetisches Magazin, zum Gebrauche für junge Liebhaber der deutschen Dichtkunst. 6 Bände. Styx, Augsburg 1791–1794.
- Lebensregeln für die Jugend. Von einem Jugendfreunde. 4 Bände. Veith, Augsburg 1792–1794.
  - Band 1: Von der wahren Gottesliebe (1792)
  - Band 2: Von der aufrichtigen Nächstenliebe (1793)
  - Band 3: Von der geistlichen Vorsicht (1794)
  - Band 4: Von der politischen Vorsicht (1794)
- Hülfsbüchlein zum Unterrichte der Proselyten aus dem Judenthume, und Protestantism. Doll, Augsburg 1794.
- Vollständige katechetische Predigten über die 5 Hauptstücke des katholischen Christentums. Veith, Augsburg 1806.

## Sekundärliteratur
- Clemens Alois Baader: Lexikon verstorbener baierischer Schriftsteller des achtzehenten und neunzehenten Jahrhunderts. Teil 1. Augsburg und Leipzig 1824. S. 42–43 (Digitalisat)